# Andreaskreuz (Philatelie)
Als Andreaskreuz bezeichnet man in der Philatelie eine Besonderheit, die beim Bogendruck auftritt.

## Andreaskreuze auf Leerfeldern

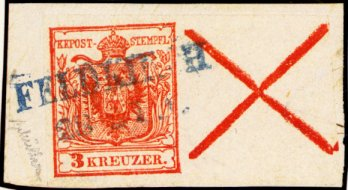
1850 Österreich rote 3Kr mit Andreaskreuz

Die ersten Andreaskreuze der Welt bei Briefmarken findet man bei der ersten österreichischen Freimarkenausgabe vom 1. Juni 1850. Dies sind farbige Kreuze, die anstelle der letzten vier Briefmarken im Bogen zu finden sind.
Ein Druckbogen umfasste damals vier Schalterbögen zu je acht Zeilen und Spalten. Dies ergab also 64 Briefmarken pro Bogen. Zur damaligen Zeit legte man jedoch besonders darauf Wert, dass beim Kauf von mehreren Bögen (z. B. von Unternehmen) keine krummen Beträge entstehen. Die damalige Währung in Österreich war die des Gulden, wobei 1 Gulden 60 Kreuzer entsprach. Deswegen kam man auf die Idee, die letzten vier Felder eines Bogens freizulassen. Beim Kauf von sieben 6-Kreuzer-Bogen mussten dann beispielsweise nur 42 Gulden und nicht 44 Gulden und 48 Kreuzer gezahlt werden.
Das Freilassen der letzten vier Felder ergab jedoch ein neues Problem, das durch die Einführung von Andreaskreuzen gelöst wurde. Die leeren Felder hätten nämlich ideal zum Herstellen von gefälschten Briefmarken genutzt werden können. Deshalb entschloss man sich, diese durch den Aufdruck von Andreaskreuzen unbrauchbar zu machen. Die Andreaskreuze haben die jeweilige Farbe der Briefmarke und kommen in zwei verschiedenen Arten vor. Das Andreaskreuz kann entweder farbig sein und der Hintergrund weiß oder umgekehrt. Sie befinden sich immer in der letzten Zeile des Bogens und können entweder in der Mitte oder am linken oder rechten Rand platziert sein. Auch bei der Kaiserkopfausgabe 1858 wurden Andreaskreuze verwendet.
So auch erneut 1916 für kurze Zeit. Die Bögen der damaligen Eilmarkenausgabe bestanden aus 13 Zeilen und 8 Spalten, so dass 104 Eilmarken in einem Bogen enthalten waren. In diesem Fall wurden die mittleren vier Eilmarken der letzten Zeile durch Andreaskreuze ersetzt. Die Ausgabe und Herstellung dieser Bögen mit Andreaskreuzen war ursprünglich gar nicht geplant. Durch die große Ablehnung der dreieckigen Vorläufer dieser Ausgabe ging man zum Querformat über.
Andreaskreuze sind heute bei Philatelisten sehr beliebt. Aus den ersten Jahren sind jedoch kaum Stücke erhalten, die noch mit einer Originalmarke zusammenhängen, da in der damaligen Zeit die Andreaskreuze kaum beachtet und so gut wie immer weggerissen (bei den ersten Ausgaben noch geschnitten) wurden. Da jedoch viele Andreaskreuze aufgrund ihrer Gummierung als Verschlussmarken für Briefe verwendet worden sind, sind noch mehrere Einzelstücke bzw. Viererstreifen vorhanden. Andreaskreuze aus dem Jahr 1916 gibt es noch sehr viele, weil die Philatelie zu dieser Zeit schon weit verbreitet war.

## Andreaskreuze als Entwertung
Im Bereich der Deutschen Bundespost stellten Andreaskreuze (auch Annullierungskreuze) eine Form der Entwertung dar. Für die Versandstelle für Sammlermarken bedruckte die Bundesdruckerei ab 1970 ganze Markenbögen mit Tagesstempeln (ab 1991 auch mit Ersttags-Sonderstempeln). Waren die Stempel größer als die Marken, wurden dazwischen liegende Marken, die nur kleine Segmente der Stempel trugen, durch – ebenfalls mitgedruckte – Andreaskreuze als Ausschuss gekennzeichnet und sollten nach dem Trennen der Bögen vernichtet werden. Gelegentlich gelangten solche Stücke jedoch in Sammlerhände. Die seit Oktober 1994 ausschließlich herausgegebenen Zehnerbögen werden nicht mehr mit Annullierungskreuzen bedruckt: Stempel, gleich welcher Größe, lassen sich hier so platzieren, dass sie nicht zwangsläufig mehrere Marken berühren. Gegebenenfalls ragen sie in den Bogenrand.
Weitere Besonderheiten beim Bogendruck: Zusammendrucke, Zierfelder